# Miguel Ángel Durán
Miguel Ángel Durán Vergara (Concepción) es un ingeniero, dirigente gremial y empresario chileno. Se desempeñó como presidente del Consejo Minero, entidad que agrupa a las grandes compañías del sector de su país, entre 2010 y 2011.
Nació en una familia se siete hermanos, de los cuales tres se dedicaron a la pedagogía y otros tres al derecho.
Ingresó a la Universidad de Concepción en 1974, consiguiendo por esta casa de estudios el título de ingeniero civil metalúrgico. Hacia el final de su carrera participó en un proyecto para optimizar la refinería electrolítica de Chuquicamata, en el norte del país, donde realizaría su memoria.
En 1981, antes de graduarse, inició su carrera como ingeniero de entrenamiento en la mina Disputada de Las Condes, División Los Bronces. Pasó por diversos puestos, como jefe de turno, jefe de laboratorio, jefe de operaciones y superintendente. Por dos años cumplió funciones en la sede de Houston, Estados Unidos, de ExxonMobil, controladora entonces de Disputada.
Volvió al Chile como gerente general a la Fundición Chagres, pasando después al mismo cargo en División Los Bronces.
Tras la venta de Disputada a Anglo American, fue promovido a vicepresidente senior de operaciones y a vicepresidente de las operaciones de todas las divisiones que controlaba la anglo-sudafricana en un 100%.
Desde agosto de 2007 ejerció en forma interina la presidencia ejecutiva de la compañía en Chile, luego de la partida de Pieter J. Louw. Fue confirmado en ese cargo en marzo de 2010.
Cuatro meses después fue elegido presidente del Consejo Minero.
En 2011 lideró a su empresa en el conflicto desatado con la estatal Codelco por la venta de un 24,5% de su filial Anglo American Sur, dueña de los activos de la antigua Disputada, a la japonesa Mitsubishi Corp, operación que bloqueó una opción de compra que mantenía la chilena por el 49% de la propiedad.
A raíz de este impasse debió suspender abruptamente su presidencia del gremio a mediados de noviembre de ese año.
En 2012 dejó su cargo en la empresa para asumir interinamente y en conjunto con el vicepresidente ejecutivo de la división joint venture de Xstrata Copper, Roberto Darouiche, la administración de Minera Doña Inés de Collahuasi. Concluyó esa misión a fines de ese año, poniendo fin al vínculo que lo unía con el grupo.